# Turnera concinna
Turnera concinna är en passionsblomsväxtart som beskrevs av M.M. Arbo. Turnera concinna ingår i släktet Turnera och familjen passionsblomsväxter. Inga underarter finns listade i Catalogue of Life.